# 潘吉王子

潘吉王子尋找他失去的妻子，Dewi Sekartaji

潘吉 (原名為Pandji) 是印度尼西亞東爪哇的一位傳說中的王子。 他的一生構成了許多爪哇故事的基礎，這些故事又與《羅摩衍那》和《摩诃婆羅多》一起構成各種詩歌的基礎，以及在東爪哇被稱為哇揚 (“ gedog”的意思是“面具”) 的哇揚皮影偶戲。 
潘吉的故事一直是印尼傳統舞蹈的靈感來源，最著名的是在茨里本和馬朗的面具舞蹈。尤其是在諫義里這個被稱為是潘吉神話故事裡的故鄉，在當地的故事越來越多，並且有些和傳奇人物 Totok Kerot 連結在一起。潘吉的故事已然從東爪哇島傳播開來，成為整個馬來亞文學和戲劇的基石，這些地區包括現今的印度尼西亞、馬來西亞、泰國以及柬埔寨等國家。

## 傳說
爪哇的英雄潘吉王子，為了尋找失蹤的未婚妻坎卓琪羅納公主，歷經喬裝、更名等難關，最後終於相逢的故事。
展現出爪哇文學不再侷限於西元12世紀以來，諸如羅摩衍那、摩訶婆羅多等莊嚴神聖的印度史詩作品。在十四至十五世紀時期，透過航海貿易商傳播至峇里、馬來半島、泰國、緬甸、柬埔寨甚至菲律賓，使之更為流傳，亦成為十七至十八世紀，東南亞最家喻戶曉的文學故事，是具獨特性的區域文學文本及文化瑰寶。

## 藝術與文學的出現
潘吉故事中的場景出現在13世紀東爪哇 candi 牆的敘事浮雕中，與那時的哇揚風格形成鮮明對比，優美自然，微妙呈現。
而蘇南·吉里在1553年就創建哇揚面具偶戲來演繹潘吉的故事。 
潘吉故事中的哇揚庫利特表演與哇揚普瓦（以印度史詩為根據的表演）大致相同；但是，由於它們的材料，它們被認為是不太重要的。
此外，它們的頭飾更簡單，下半身穿著的衣服則是基於爪哇的宮廷禮服。 
基於潘吉故事的情節，東爪哇人的哇揚扁平傀儡戲（使用木偶)，或是西爪哇人的哇揚杖頭傀儡戲（使用三維桿狀木偶）和 Wayang Beber（故事以捲軸圖示）也很常見。 而這也是在 Wayang Topeng （假面舞手勢）中所使用的主要故事基礎。

## 聯合國教科文世界記憶名錄
萊頓大學圖書館以及印度尼西亞、馬來西亞和柬埔寨的國家圖書館裡潘吉的故事手稿，於2017年10月30日在享有聲望的聯合國教科文組織世界記憶名錄中被銘刻，肯定了它們的世界意義。